# Unlikely Angel
Ángel para todo (Unlikely angel en Estados Unidos) es una película de TV protagonizada por Dolly Parton, Gary Sandy, Bryan Kerwin, Allison Mack y Roddy McDowall,estrenada en el año 1996.

## Argumento
Al morir la cantante Ruby Diamond (Dolly Parton) descubre que para entrar en el Cielo necesita buenas obras, así que se convierte en ángel y vuelve a la Tierra para ayudar a una familia.